# Eliseo Sala
Eliseo Sala (Milano, 2 gennaio 1813 – Rancate (Triuggio), 24 giugno 1879) è stato un pittore italiano.

## Biografia
Nato nel 1813 in una famiglia agiata da Francesco, commerciante e da Teresa Delmati, defunta nel parto, alla morte del padre viene affidato alla tutela dello zio Giuseppe De Capitani d'Arzago, marchese e importante politico.
Nel 1832 si iscrive all'Accademia di Brera, dove frequenta i corsi di architettura tenuti da Carlo Amati e la scuola di nudo con maestri il neoclassicista Luigi Sabatelli e Filippo Comerio, nello stesso periodo di Luigi Conconi, Cherubino Cornienti e Domenico Induno e dove nel 1835 e nel 1836 viene premiato con una medaglia d'argento per alcune riproduzioni.
Nel 1837 esordisce con sei ritratti all’Esposizione dell'Accademia di belle arti di Brera, dove l'anno successivo propone La flagellazione di Cristo.
A partire dal 1839 intraprende con l'amico trentino Ferdinando Bassi una serie di viaggi di perfezionamento a Venezia, dove ammira in particolare L'assunta di Tiziano, a Roma dove stringe amicizia con Francesco Coghetti dal quale apprende nozioni sull'utilizzo del colore proprio della scuola veneta, in Francia e Inghilterra.
Nel 1841 partecipa all'esposizione di Brera con sei ritratti e il dipinto storico Elmigisto che costringe Rosmonda, che l’ha avvelenato, a perire di spada o di veleno.
Nell’edizione del 1842 presenta dieci ritratti, tra i quali Giuseppina Corridoni Guenzati, mentre in quella successiva il Ritratto del duca Antonio Litta Visconti Arese e Lucia Mondella che guarda dalla finestra se ritorna il suo fidanzato nel giorno stabilito per le nozze, commissionatogli dal collega Pietro Bagatti Valsecchi, opera che riscuote ampi consensi da critica e pubblico, al pari del Ritratto della pittrice Ernesta Bisi.
Nel 1844 viene nominato socio d’arte dell’Accademia di Brera, dove nel 1846 presenta l'apprezzata La Malinconia o Pia de’ Tolomei, commissionata dal nobile Camillo Brozzoni, insieme a Ritratto ad olio mezza figura al vero rappresentante il testatore Pietro Mazzola, Contadina di Cerbara nei dintorni di Roma e Ritratto del cavalier Carlo Londonio.
Nel settembre del 1848, a causa della situazione d’instabilità politica e dai suoi ideali anti-austriaci, si trasferisce a Intra e di seguito a Torino, dove realizza numerosi ritratti su commissione e partecipa alla mostra della Società promotrice di Belle Arti con due opere dai chiari riferimenti patriottici: Lucia Mondella e Costume romano.
Dopo il matrimonio con Angiola Robecchi, si inserisce nell’ambiente degli esuli lombardi dove stringe amicizia con Gabrio Casati, Teodoro Lechi e il conte Carlo Carignani, dei quali riceve numerose commissioni per ritratti.
Nel 1851 il duca di Genova Ferdinando di Savoia gli commissiona il ritratto della moglie Elisabetta di Sassonia, opera poi presentata all’Esposizione di belle arti di Brera di quell'anno, quando intraprende viaggi di aggiornamento con i colleghi Costantino Prinetti e Felice De Vecchi, come a Londra per la prima Esposizione universale, Parigi, Bruxelles, Colonia, Ostenda e infine Ginevra, visitando musei e gallerie. 
Il 3 novembre nasce il figlio Giuseppe.
Nel 1854 torna a Parigi per eseguire due ritratti commissionati dalla contessa Emilia Sommariva, l'anno successivo presenta a Brera Gli ultimi giorni di Eleonora d’Este e all’Esposizione universale di Parigi il Ritratto del marchese Lodovico Trotti Bentivoglio.
Nel 1857 torna a risiedere a Milano, dove nasce la figlia Maria.
Al 1858 risale l'importante incontro con l'imprenditore e collezionista d’arte israelita Emilio Vitta, che nel 1860 lo introduce a Camillo Benso, conte di Cavour, Presidente del Consiglio dei ministri, ritratto da Sala in un'opera esposta l'anno seguente alla Promotrice torinese e donata poi al Reale Istituto Lombardo di Scienze.
Nel 1862 espone a Brera un cospicuo numero di opere, come i ritratti dei nobili Beccaria, Brioschi, Lechi, Sforni Vitta e tele di soggetto storico, come Masaniello e Bice Visconti al castello di Rosate. 
Nel 1863 Emilio Vitta lo incarica di realizzare il Ritratto di Vittorio Emanuele II, replicato l’anno seguente per la Regia corte d’appello di Genova. 
Nel 1865 dipinge per il marchese Antonio Busca Michelangelo al letto di morte di Vittoria Colonna, esposto a Brera, mentre Carolina Bagatti Valsecchi gli commissiona il suo ritratto e quello del marito defunto. 
Nel 1866 partecipa per l’ultima volta all’Esposizione di belle arti di Brera con il Ritratto di Massimo d’Azeglio, che invia all’Esposizione universale di Parigi del 1867. Nello stesso anno il re Vittorio Emanuele II gli conferisce il titolo di barone, che regalano a Sala status sociale e agiatezza economica.
Il 20 settembre 1872 viene nominato cavaliere dell’Ordine della Corona d'Italia e membro del comitato esecutivo della seconda Esposizione nazionale di belle arti di Milano,
Nel 1877, colpito da un ictus cerebrale che gli impedisce la mobilità, è costretto a interrompere la sua attività: muore il 24 giugno 1879 a Rancate di Triuggio, in Brianza, dove è sepolto.

## Stile
Sala è celebrato dalla critica contemporanea come ritrattista di rilievo nel panorama lombardo, allineato per fama a Francesco Hayez e Giacomo Trecourt, sebbene la successiva critica lo ponga a un livello interpretativo inferiore, al pari di Carlo Arienti e Giuseppe Molteni.
(Il Crepuscolo, Anno terzo, numero 1, 1852)
Molte e importanti, infatti, le commissioni svolte per conto di famiglie reali, nobiliari e alto borghesi, oltre a personaggi politici di prestigio.
Nei primi anni di attività si dedica principalmente a dipinti di genere e di argomento storico e religioso, inizialmente con stile neoclassicista appreso dal maestro Luigi Sabatelli, che presto viene superato dai principi della Scuola Veneta influenzati da Francesco Coghetti.
Nella maturità, la sua arte verte quasi esclusivamente sul ritratto verista, sul Romanticismo storico (celebri il Lucia Mondella e il Pia de’ Tolomei) reso con pittura immediata, di estrema raffinatezza cromatica, ricca di chiaroscuri e un'approfondita indagine psicologia, che spesso riproduce gli ideali risorgimentali propri delle sue convinzioni personali.
(Luigi Vimercati, Il pirata. Giornale di letteratura, Belle Arti e teatri, anno XII, numero 21, 1846, con riferimento a La Malinconia o Pia de’ Tolomei)
(Pietro Selvatico, Rivista Europea, Tipografia-Libreria Pirotta, Milano, 1845, p. 314)

## Opere principali
- Psiche risvegliata da Amore (1840), olio su tela, collezione privata;
- Autoritratto (1842), olio su tela, Accademia di Brera[8];
- Ritratto della signora Giuseppina Corridoni Guenzati, (1842), olio su tela, Galleria d'Arte Moderna, Milano[9];
- Lucia Mondella che guarda dalla finestra se ritorna il suo fidanzato nel giorno stabilito per le nozze (1843), olio su tela, collezione privata;
- Ritratto di Clara Maffei (1843)
- Ritratto di Antonio Litta (1843), olio su tela, Museo di Milano, Palazzo Morando[10];
- Ritratto della pittrice Ernesta Legnani (1843)
- Ritratto della marchesa Luisa d'Azeglio Blondel Maumery, (1844), olio su tela, Galleria d'Arte Moderna, Milano[11];
- La toeletta del mattino (1846), olio su tela, collezione privata;
- Pia de' Tolomei (Malinconia) (1846), olio su tela, Pinacoteca Tosio Martinengo, Brescia[12];
- Ritratto della Signora Stabilirti (1847), olio su tela, collezione privata;
- Ritratto di donna in tricolore (1849), olio su tela, Ospedale di Varese[13];
- La famiglia Tacchi (1850), olio su tela, collezione privata;
- Ritratto del pittore Felice Cerruti-Bauduc (1850), olio su tela, Galleria civica d'arte moderna e contemporanea di Torino[14];
- Ritratto del Marchese Lodovico Trotti Bentivoglio (1850), olio su tela, collezione privata;
- Ritratto del pittore Carlo Silvestri (1850), olio su tela, Galleria d'Arte Moderna, Milano[15];
- Ritratto della marchesa Camilla Litta Lomellini (1851), olio su tela, Museo di Milano, Palazzo Morando[16];
- Ritratto del conte Teodoro Lechi (1852), olio su tela, collezione Lechi, Montichiari Musei;
- Ritratto dell'abate Carlo Cameroni (1852), olio su tela, Museo civico di Treviglio;
- Ritratto del generale Giuseppe Cima (1852), olio su tela, collezione privata;
- Ritratto di Antonietta Litta Albani (1852), olio su tela, collezione privata;
- Ritratto della contessa Chiara Martinengo Cesaresco Lechi (1852), olio su tela, collezione Lechi, Montichiari Musei;
- Ritratto della Nobil Donna Vittoria Cima della Scala (1852), olio su tela, Galleria d'Arte Moderna, Milano[17];
- Ritratto del Comm. Sismonda (1853), olio su tela, Galleria civica d'arte moderna e contemporanea di Torino[18];
- Ritratto di Ferdinando di Savoia, duca di Genova (1853), olio su tela, Buckingham Palace, Londra;
- Ritratto di Giulio Beccaria (1854), olio su tela, Pinacoteca Ambrosiana, Milano[19];
- Ritratto del contino Sommariva (1854 - 1855), olio su tela, Museo di Villa Carlotta, Tremezzo[20];
- Ritratto dello scultore Vincenzo Vela (1857), pastello e carboncino su carta, collezione privata;
- Ritratto del nobile dottor Giuseppe Biumi (1857), olio su tela, Policlinico di Milano[21];
- Ritratto di Maura Trombini Ponti (1858), olio su tela, Ospedale di Gallarate[22];
- Ritratto di S.E. Camillo Benso conte di Cavour (1860), olio su tela, Museo civico di Casale Monferrato;
- Ritratto di Vittorio Emanuele II (1863), olio su tela, Museo civico di Casale Monferrato;
- Ritratto di Vittorio Emanuele II (1863), olio su tela, Palazzo Reale di Genova;
- Ritratto di Urbano Rattazzi (1863), olio su tela, Museo civico di Casale Monferrato;
- Ritratto di Cesare Beccaria (1864), olio su tela, Pinacoteca Ambrosiana, Milano[23];
- Ritratto della moglie del pittore (1865), olio su tela, Pinacoteca Ambrosiana, Milano[24];
- Autoritratto (1866), olio su tela, Pinacoteca Ambrosiana, Milano[25];
- Ritratto di Massimo d'Azeglio (1866), olio su tela, Pinacoteca di Brera, Milano;
- Ritratto di Alessandro Manzoni (1870), olio su tela, Pinacoteca Tosio Martinengo, Brescia[26];
- Ritratto di Giuseppe Scotti (1872-1873), olio su tela, Policlinico di Milano[27];
- Testa d'uomo in costume (1872), olio su tela, collezione privata;
- Ritratto del direttore d'orchestra Franco Faccio (1874), olio su tela, collezione privata;
- Il saluto al mattino (disperso);
- Zingara con tamburello e collana rossa (1840), collezione privata.

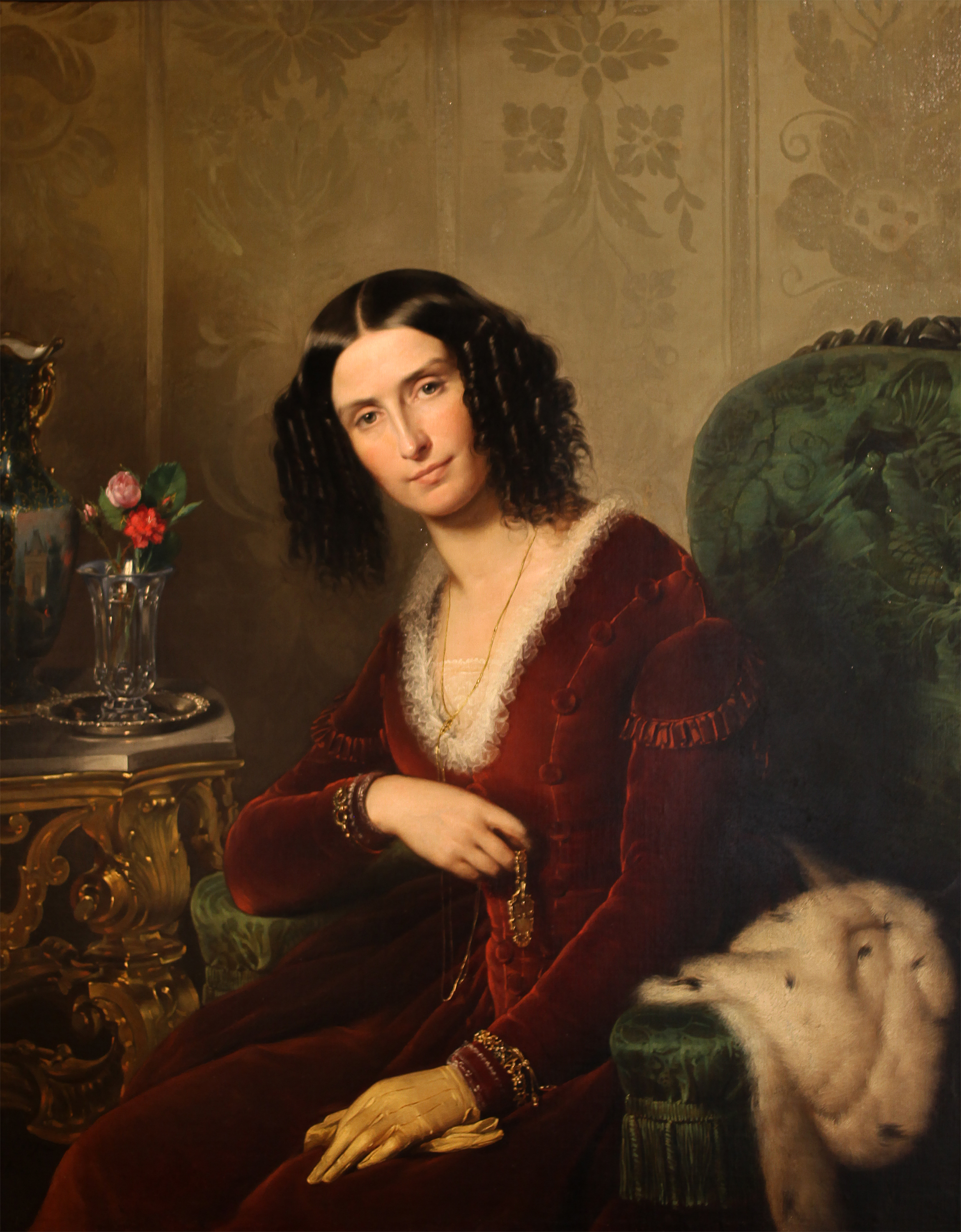
Ritratto della marchesa Luisa d'Azeglio Blondel Maumery 1844 ca., olio su tela
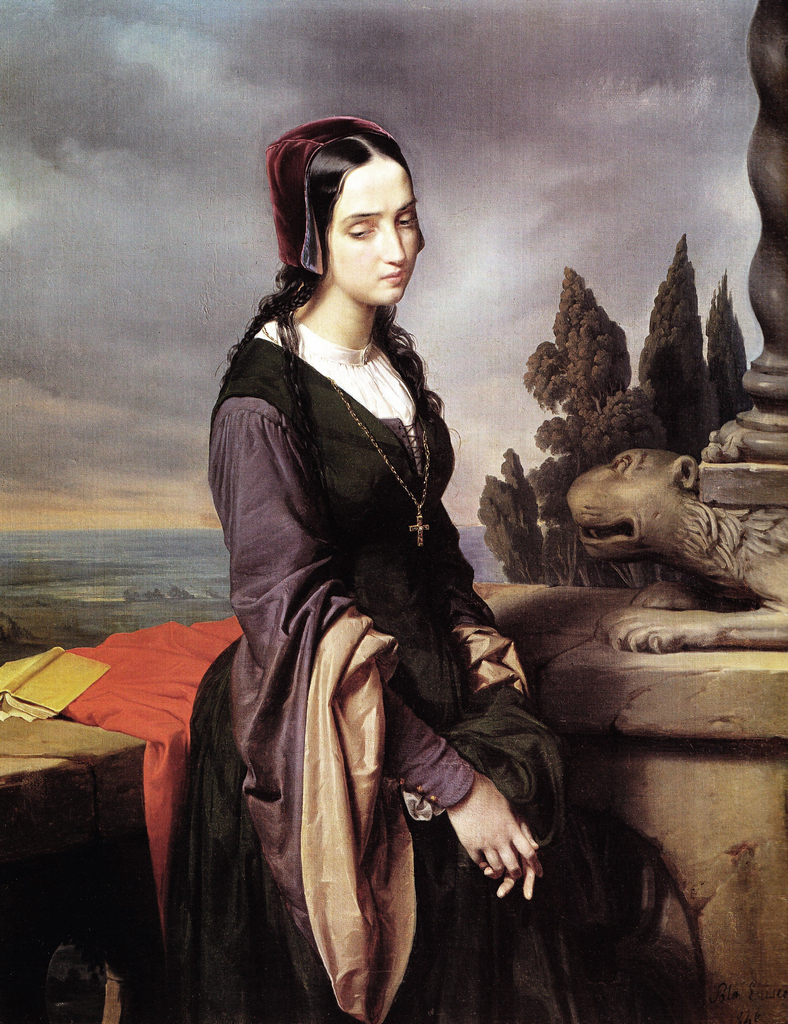
Malinconia (Pia dè Tolomei) 1846, olio su tela
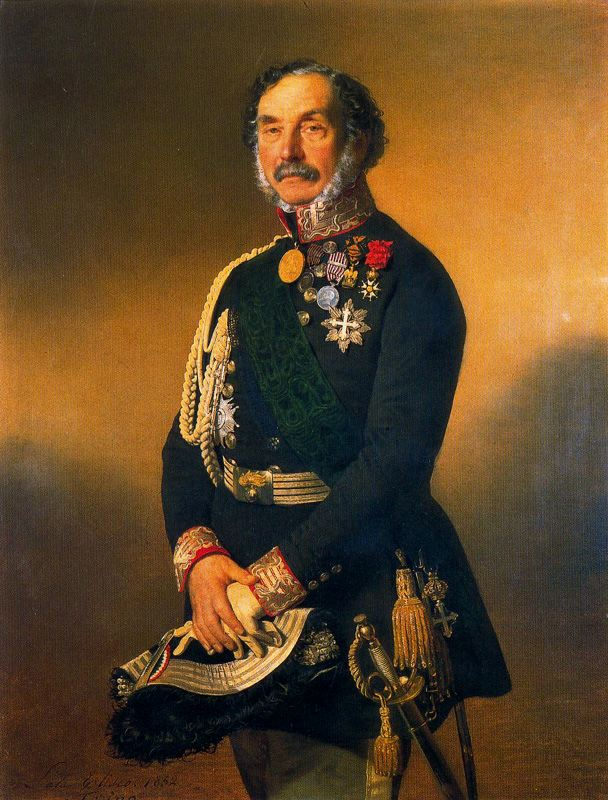
Ritratto di Teodoro Lechi 1852, olio su tela
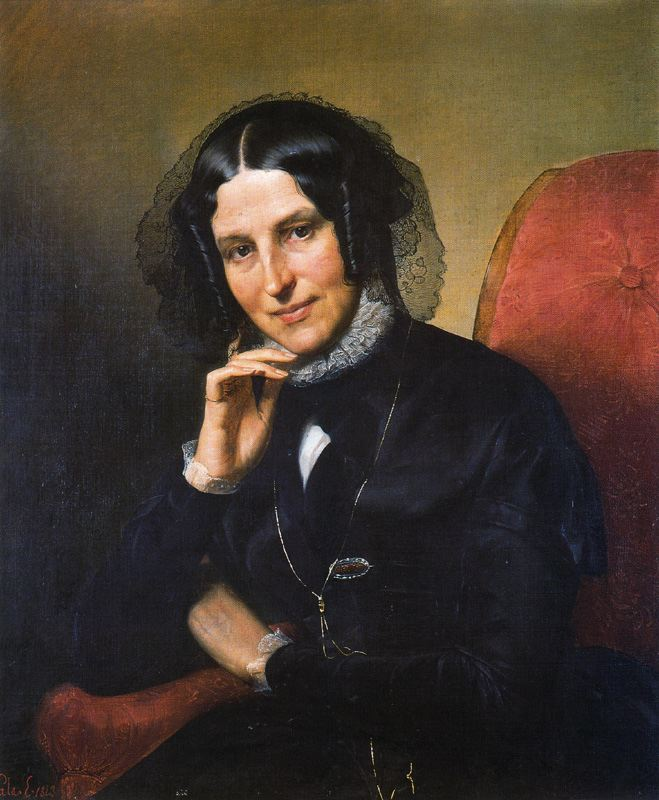
Ritratto di Ernesta Legnani Bisi 1843, olio su tela
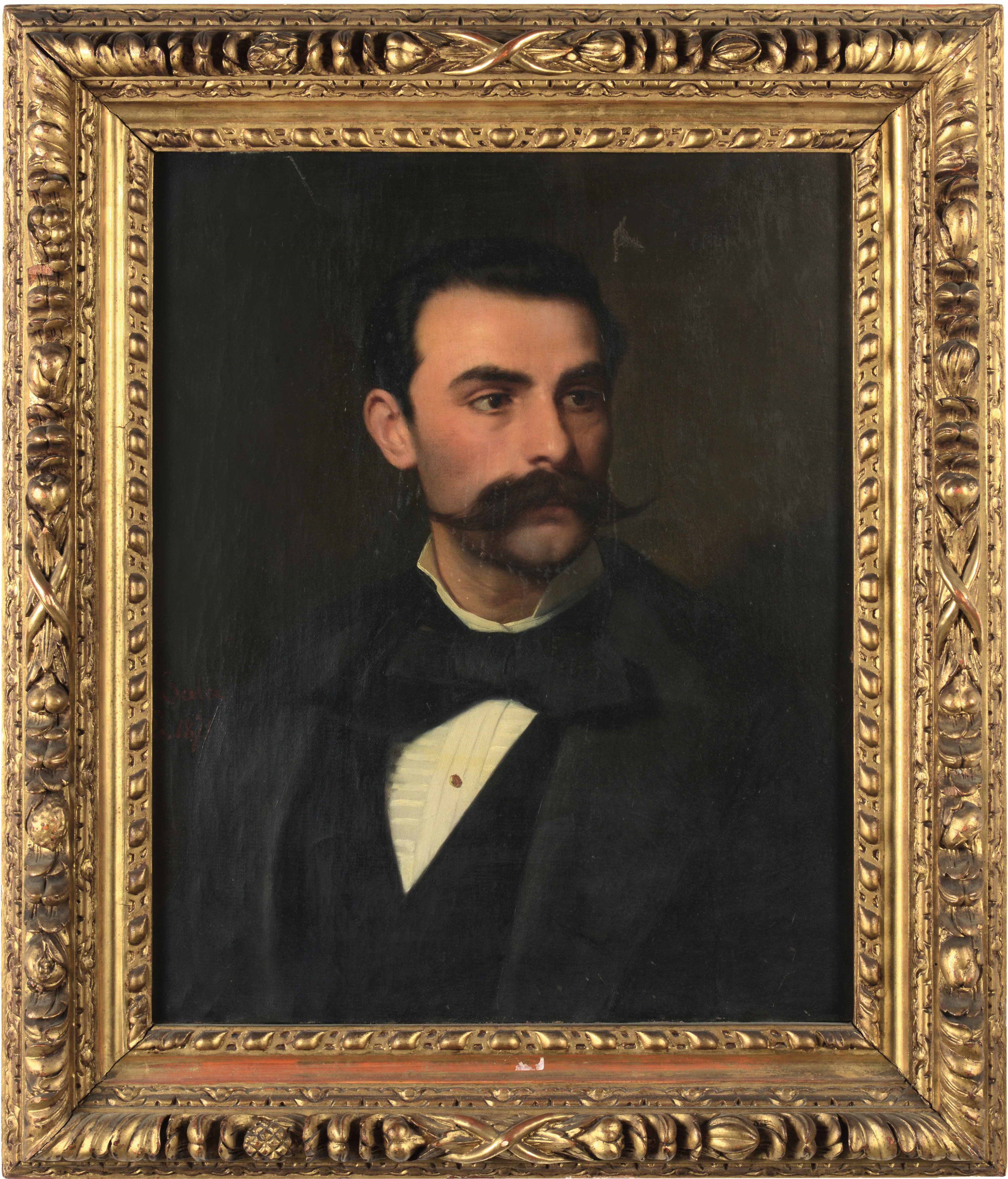
Ritratto del direttore d'orchestra Franco Faccio, 1874, olio su tela, collezione privata
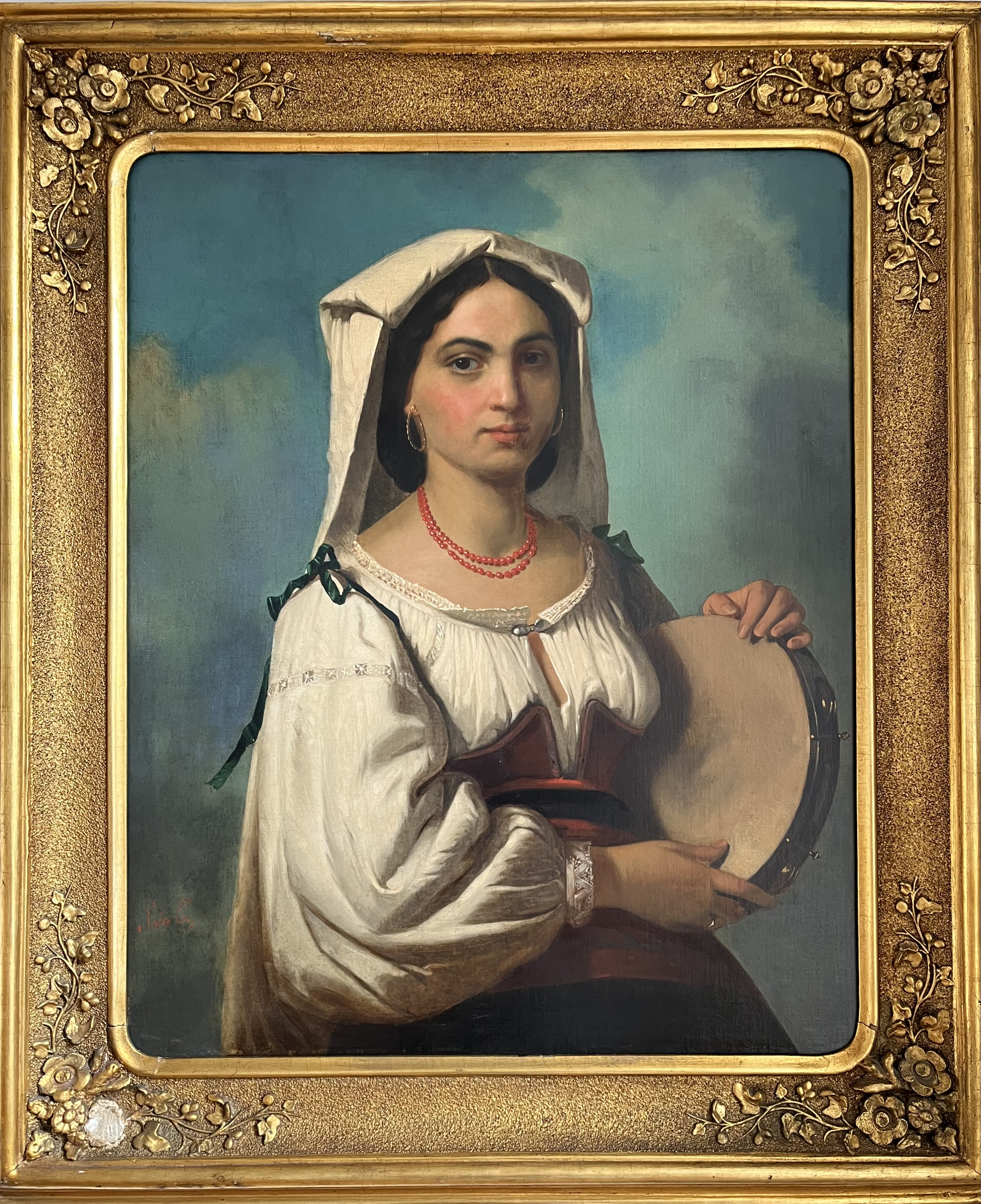
Zingara con tamburello e collana rossa, 1840, olio su tela, collezione privata